# Metilone
Metilone (nome IUPAC: 1-(1,3-Benzodiossol-5-il)-2-(metilamino)-1-propanone), chiamato anche come 3,4-metilendiossi-N-metilcatinone, MDMC, βk-MDMA o con il termine slang M1, è un farmaco psicoattivo e stimolante catione simile all'ecstasy, ma che presenta effetti meno forti ma più costanti. Essa si presenta come una polvere bianca cristallina o come un liquido dalla colorazione gialla. La durata degli effetti varia dalle 3 alle 5 ore e il consumo viene effettuato tramite ingerimento, aspirazione o respirazione dei fumi provati dalla sua combustione.
L'unica differenza strutturale del metilone rispetto a MDMA è la sostituzione di due atomi di idrogeno con un atomo di ossigeno nella posizione β del nucleo di feniletilammina, formando un gruppo chetonico.

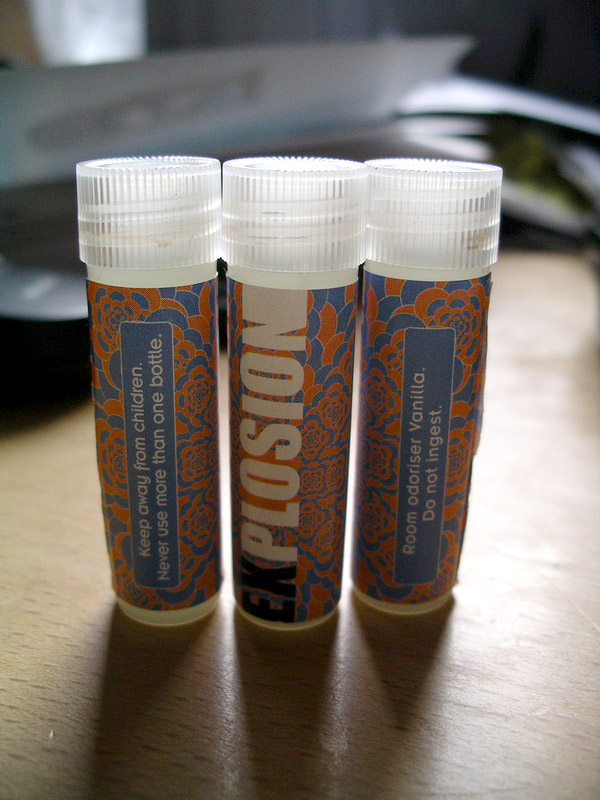
Flaconi contenente metilone

Il metilone è stato sintetizzato per la prima volta dai chimici Peyton Jacob III e Alexander Shulgin nel 1996 per potenziali usi come antidepressivo. A partire dal 2004, il metilone è stato venduto per uso ricreativo, sfruttando l'assenza dei divieti giuridici di questo composto in molti paesi.